# Ya’an

Lage Ya’ans in Sichuan.

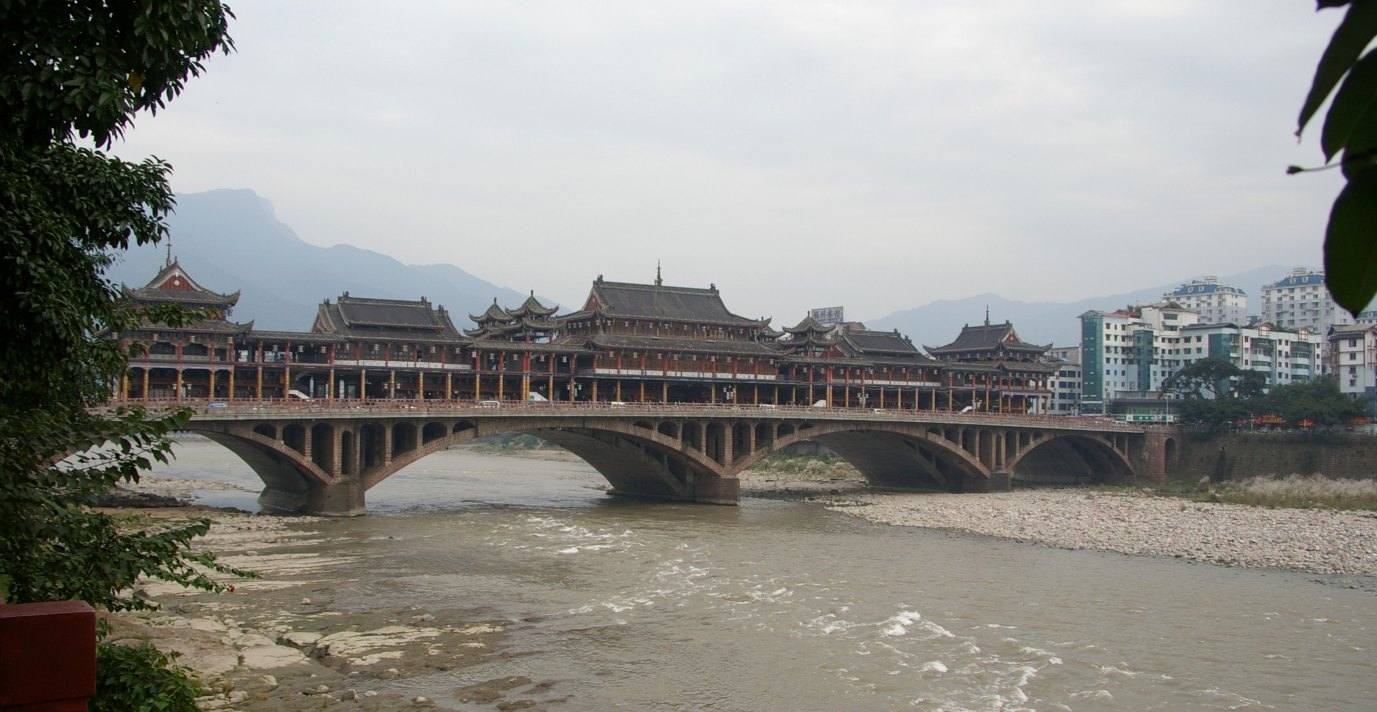
Brücke in Ya’an.

Ya’an (雅安市,  Yă’ān Shì) ist eine bezirksfreie Stadt im zentralen Westen der südwestchinesischen Provinz Sichuan. Ya’an grenzt im Norden an den Autonomen Bezirk Ngawa der Tibeter und Qiang, im Westen an den Autonomen Bezirk Garzê der Tibeter, im Süden und Südosten an den Autonomen Bezirk Liangshan der Yi und im Osten (von Nord nach Süd) an die Städte Chengdu, Meishan und Leshan.
Die im Stadtgebiet gelegene Que und Steinschnitzereien der Grabanlage des Gao Yi (高颐墓阙及石刻, Gāo Yí mù què jí shíkè) stehen auf der Liste der Denkmäler der Volksrepublik China. In der Stadt befindet sich auch die Bifengxia-Aufzuchtstation für Große Pandas.

## Basisdaten
- Fläche: 15.213 km²;
- Einwohner: 1.434.603 (Stand: Zensus 2020);[1] beim Zensus im Jahre 2010 wurden 1.507.258 Einwohner gezählt. In dem eigentlichen städtischen Siedlungsgebiet leben 376.387 Menschen (Zensus 2010).[2]

## Administrative Gliederung
Auf Kreisebene setzt sich Ya’an aus zwei Stadtbezirken und sechs Kreisen zusammen. Diese sind (Stand: Zensus 2020):
- Stadtbezirk Yucheng (雨城区), 993 km², 368.909 Einwohner, Zentrum, Sitz der Stadtregierung;
- Stadtbezirk Mingshan (名山区), 612 km², 254.632 Einwohner, Hauptort: Großgemeinde Mengyang (蒙阳镇);
- Kreis Yingjing (荥经县), 1.616 km², 131.491 Einwohner, Hauptort: Großgemeinde Yandao (严道镇);
- Kreis Hanyuan (汉源县), 2.177 km², 285.558 Einwohner, Hauptort: Gemeinde Shirong (市荣乡);
- Kreis Shimian (石棉县), 2.457 km², 114.116 Einwohner, Hauptort: Straßenviertel Miancheng (棉城街道);
- Kreis Tianquan (天全县), 2.061 km², 132.033 Einwohner, Hauptort: Großgemeinde Chengxiang (城厢镇);
- Kreis Lushan (芦山县), 1.117 km², 99.824 Einwohner, Hauptort: Großgemeinde Luyang (芦阳镇);
- Kreis Baoxing (宝兴县), 2.408 km², 48.040 Einwohner, Hauptort: Großgemeinde Muping (穆坪镇).

## Geschichte
Mit der Auflösung der Provinz Xikang im Jahre 1955 wurde auch der Regierungsbezirk Ya’an (雅安专区, ab 1970: 雅安地区) wieder in die Provinz Sichuan integriert. Sitz der Bezirksregierung wurde die kreisfreie Stadt Ya’an (雅安市). Gleichzeitig wurde der Kreis Luding aus Garzê herausgelöst und dem Regierungsbezirk zugeschlagen. Damit bestand dieser aus einer Stadt und acht Kreisen. Bereits 1956 wurde Luding aber an Garzê „zurückgegeben“ und es blieben sieben Kreise übrig. 1959 wurde die Stadt Ya’an in den Kreis Ya’an (雅安县) umgewandelt. 1983 wurde der Kreis Ya’an wieder aufgelöst und die kreisfreie Stadt Ya’an neu gegründet. Am 14. Juni 2000 wurde schließlich der Regierungsbezirk Ya’an in die bezirksfreie Stadt Ya’an und gleichzeitig die kreisfreie Stadt Ya’an in den Stadtbezirk Yucheng umgewandelt.